# التبادل الاجتماعي والثقافي في الأندلس

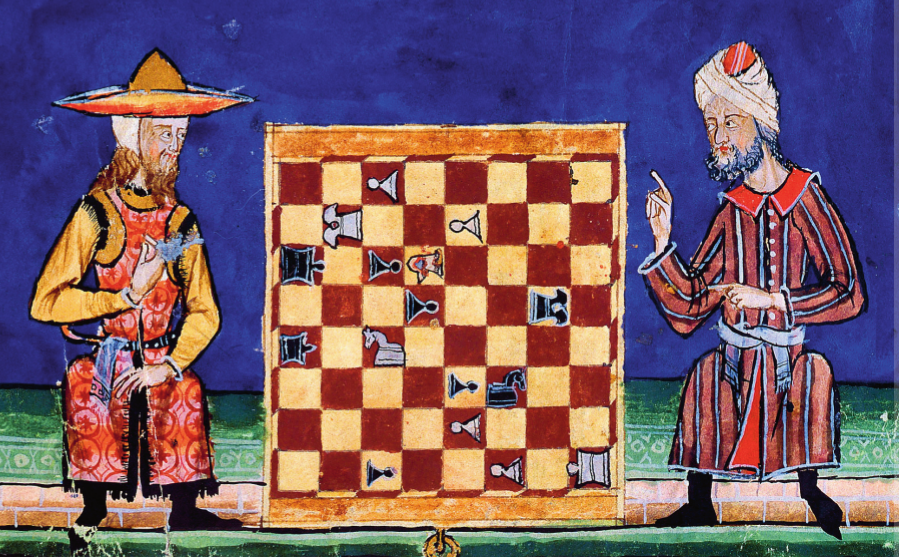
مسلم ويهودي يلعبوا لعبة الشطرنج في القرن الثالث عشر بالأندلس.

التبادل الاجتماعي والثقافي في الأندلس تواجد المسلمون، والمسيحيون، واليهود على مدار أكثر من سبعة قرون في المنطقة الجغرافية المعروفة باسم الأندلس أو إسبانية الموريسكية. تُعد درجة تسامح الحُكّام المسلمين نحو المسيحين واليهود هي موضع نقاش من قبل المؤرخين. ويشير تاريخ الأندلس إلى أن المسلمين والمسيحيين واليهود الذين عاشوا في الأندلس كانت بينهم علاقات سلمية، بخلاف بعض من التمردات المختلفة، وفترة من الأضطهاد الديني. أدى التفاعل الثقافي والاجتماعي بين هؤلاء المجموعات الاجتماعية والدينية الثلاثة (المسلمون، والمسيحيون، واليهود) إلى تواجد ثقافة فريدة من نوعها ومختلفة استمرت في الازدهار حتى بعد سقوط الأندلس.

## التفاعل الاجتماعي
يُعد الفتح الأموي الإسلامي لشبه الجزيرة الأيبيرية بمثابة علامة اتحاد لثلاث ديانات مختلفة، وعادات اجتماعية وثقافية مرتبطة بعضها ببعض. عُرِفت هذه الفترة بفترة التعايش (تعايش الثقافات). وبالرغم من أن فكرة ثقافة التسامح المتنافسة من قبل بعض المؤرخين، لم تُسجل سوى بعض من مظاهر التمردات والعنف. هذا لا يعني أن التفرقة من قبل جزء من المسلمين لم يحدث على المستوى المحلي. على الرغم من احترام الطبقات العُليا المسلمين نحو المسيحيين واليهود في ظل الحُكم الإسلامي مثل أهل الذمة. والجدير بالذكر أن الجنود المسلمون والأمازيغ (البربر) الذين قاموا بالفتح شكلوا فقط جزء صغير من سكان شبه الجزيرة الإيبيرية. وأيضاً كان ظهور هذا المجتمع الإسلامي الفريد الذي شُكِل في الأندلس بمثابة عملية ظهور بطيئة وغير منتظمة في تكوينها. والهم كيفية اندماج تلك الثقافات المختلفة مع بعضها مع مرور الوقت، إنه من المهم معرفة ما هو يميز كل منهما.

### المسلمون
انقسم المسلمون في الأندلس إلى ثلاث مجموعات مختلفة. كان الأمازيغ هم الجزء الأكبر. ويجب الإشارة إلى أن هؤلاء آتوا من شمال أفريقيا، كان الأغلبية منهم حضريون في أسلوب حياتهم، ولا يجب خلطهم مع الأمازيغ البدو المتواجدين تقريباً في نفس المنطقة الجغرافية بشمال أفريقيا. ومن حيث الطبقة الاجتماعية جاء الأمازيغ لتشكيل البروليتاريا الريفية (البروليتاريا: الطبقة العاملة) بعد الغزو. بالرغم من أن جزء منهم انتقل إلى المدن، والأغلبية استمروا في عملهم لمتابعة الحرف الصناعية. ومن الناحية الدينية فجميع الأمازيغ كانوا مسلمون، وقد اهتدى أجدادهم للمشاركة في ثروة الفتوحات العربية.
ويُعد العرب هم ثاني مجموعة من المسلمين الذين تواجدوا في الأندلس. شكلوا جزء صغير من أجمالي سكان الأندلس. مالَ العرب إلى أن يكون لهم وضعاً اقتصادياً ذي مستوى عالي بالمجتمع، وكانوا يُمثلوا الطبقة المتحكمة والسيطرة في المجتمع. وتعتبر لغتهم، والتقليد العربي لتعليم، والثقافة العُليا من العناصر الثقافية الهامة التي جلبها العرب، والتي يحتذي لما يمكن أن تكون موجودة في خلافة دمشق. على الرغم من القًدْر الحقيقي الثقافة التي آتوا بها الغُزاة العرب هي محل نقاش من قبل بعض المؤرخين أيضاً.